# Seznam představitelů městské části Brno-Útěchov
Toto je seznam představitelů městské části Brno-Útěchov. Vesnice Útěchov byla v letech 1850–1923 součástí Vranova, poté byla samostatnou obcí až do roku 1980, kdy se stala součástí Brna. Samosprávná městská část Brno-Útěchov vznikla v roce 1990.

## Před rokem 1850
V letech 1817–1848 byli rychtáři v Útěchově Matěj Havlíček, Josef Slaný, Václav Krbůšek a Josef Lisman.

## Starostové obce (1923–1945)
| Ve funkci | Jméno         | Strana | Poznámky |
| --------- | ------------- | ------ | -------- |
| 1923–1932 | Jan Kučera    |        |          |
| 1932–1945 | Karel Meluzín |        |          |

## Předsedové národního výboru (1945–1980)
| Ve funkci     | Jméno           | Strana | Poznámky |
| ------------- | --------------- | ------ | -------- |
| 1945–1946     | Josef Mašek     |        |          |
| 1946–1952     | Antonín Šoukal  | KSČ    |          |
| 1952          | Josef Sklenařík |        |          |
| 1953          | Josef Mašek     |        |          |
| 1953–1957     | Jan Troneček    |        |          |
| 1957–1980 (?) | Antonín Šoukal  | KSČ    |          |

## Starostové městské části (od 1990)
| Ve funkci | Jméno         | Kandidátní listina                | Navrhující strana     | Politická příslušnost | Poznámky   |
| --------- | ------------- | --------------------------------- | --------------------- | --------------------- | ---------- |
| 1990–1994 |               |                                   |                       |                       |            |
| 1994–1998 | Jaromír Sáňka | Sdružení nezávislých kandidátů 2  | nezávislý kandidát    | nestraník             |            |
| 1998–2002 | Jaromír Sáňka | Sdružení nezávislých kandidátů 2  | nezávislý kandidát    | nestraník             |            |
| 2002–2003 | Jaromír Sáňka | Občanská iniciativa Útěchov       | nezávislý kandidát    | nestraník             | rezignoval |
| 2004–2006 | Zdeněk Drahoš | Nestraníci pro Moravu             | Nestraníci pro Moravu | nestraník             |            |
| 2006–2010 | Zdeněk Drahoš | "Sdružení nestraníků"             | "Sdružení nestraníků" | ODS                   |            |
| 2010–2014 | Zdeněk Drahoš | TOP 09                            | TOP 09                | nestraník             |            |
| 2014–2018 | Zdeněk Drahoš | Koalice "STAN" a TOP 09           | STAN                  | nestraník             |            |
| 2018–2022 | Zdeněk Drahoš | Nestraníci pro Útěchov            | nezávislý kandidát    | nestraník             |            |
| 2022–2026 | Zdeněk Drahoš | Starostové a osobnosti pro Moravu | SOM                   | nestraník             |            |